# 판다 익스프레스

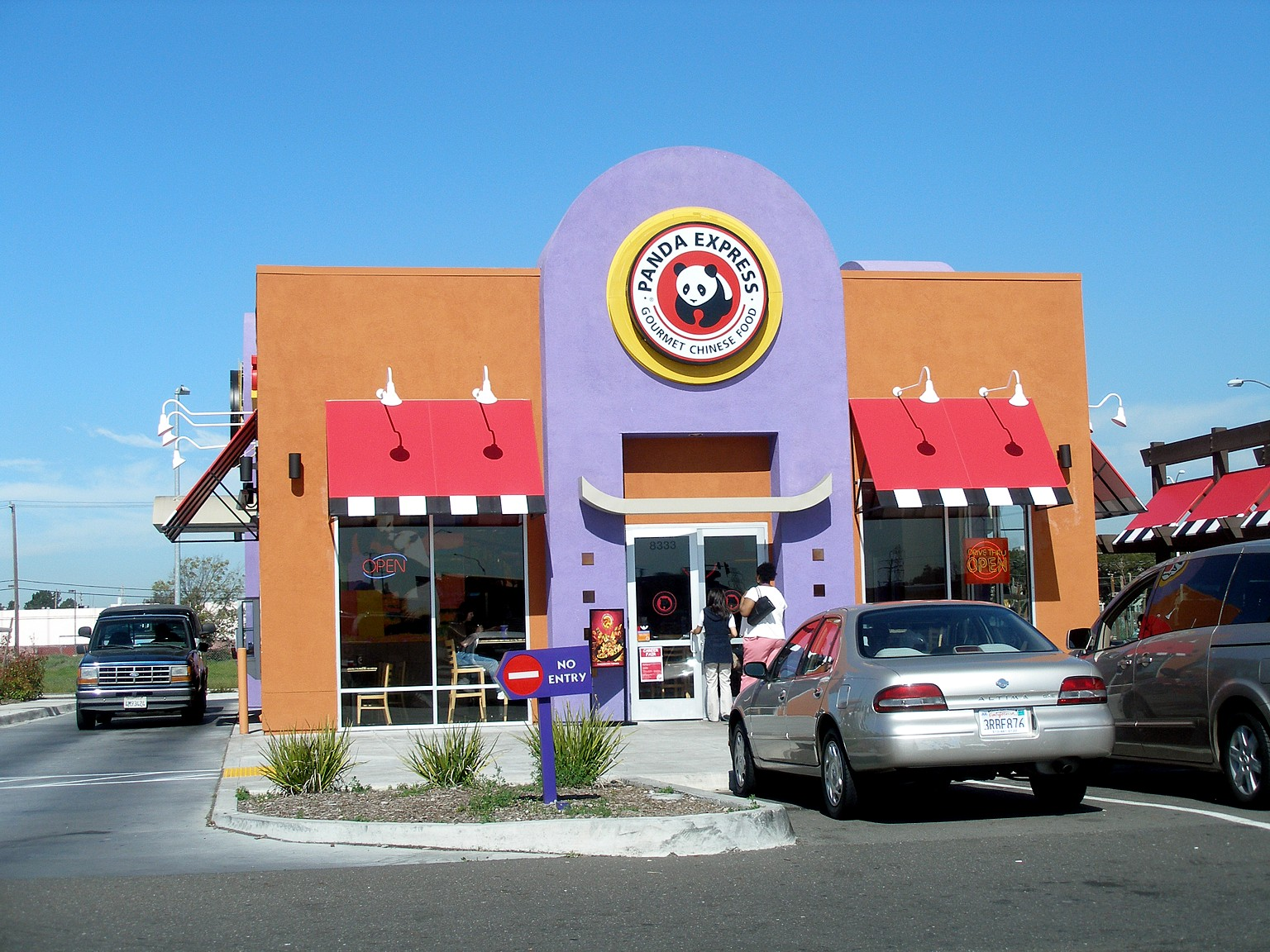
캘리포니아주 오클랜드의 드라이브 스루 창이 있는 판다 익스프레스.

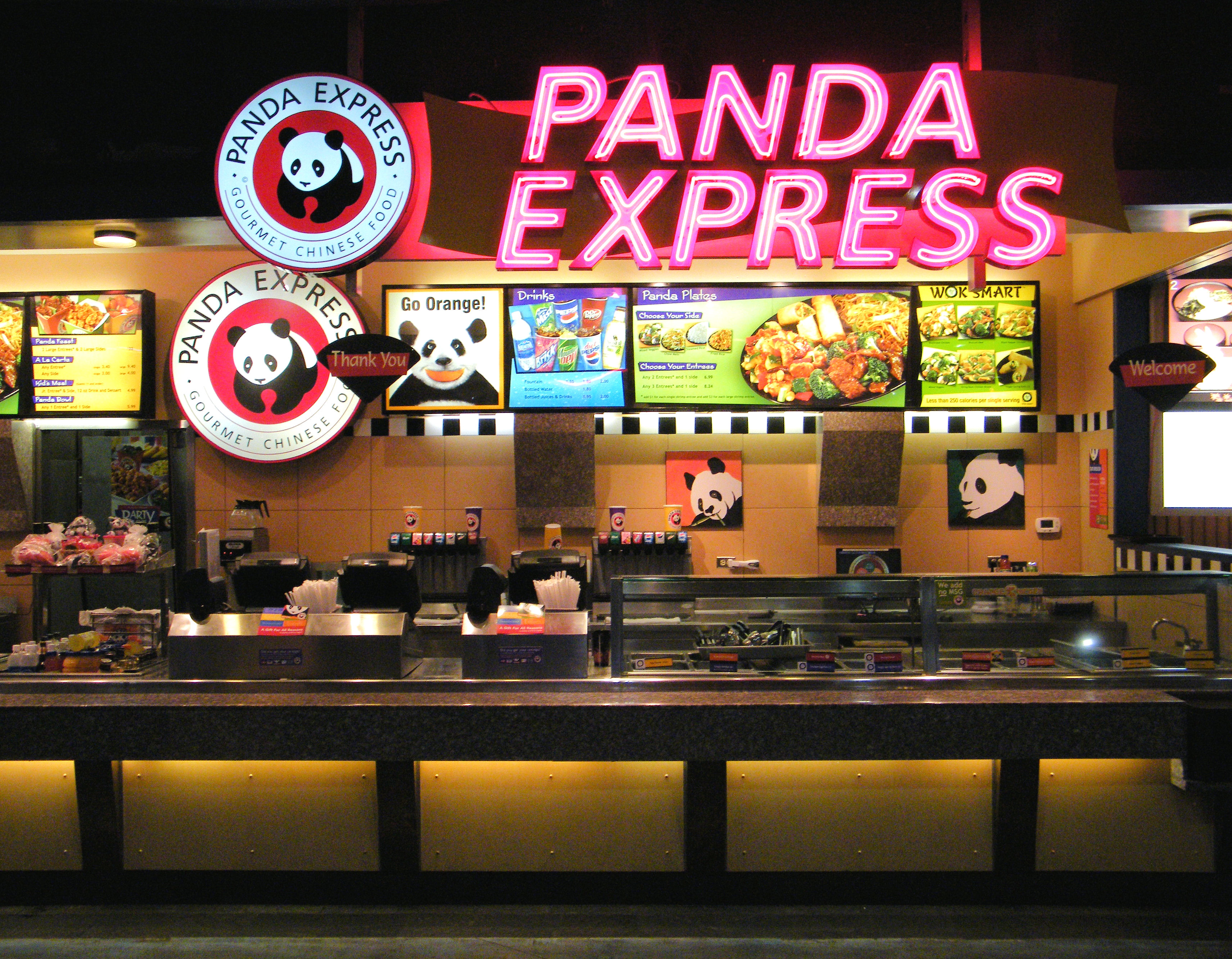
하와이 알라 모아나 센터의 쇼핑 몰에 위치한 푸드 코트 판다 익스프레스.

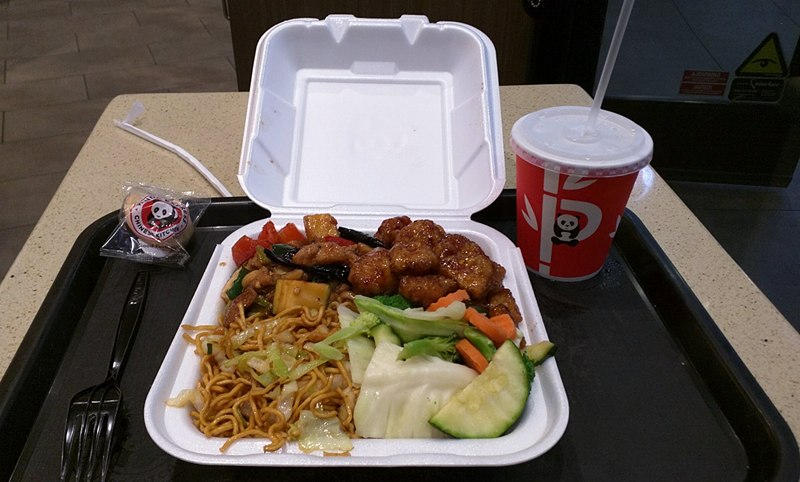
일반적인 판다 익스프레스 음식: 쿵파오 치킨, 오렌지 치킨, 차우메인, 스팀 채소

판다 익스프레스(영어: Panda Express)는 미국식 중국 요리를 내는 패스트푸드 체인점이다. 미국에서 주로 운영하는 이 음식점은 카지노, 쇼핑몰, 고속도로 휴게소, 슈퍼마켓, 공항, 철도역, 스트립 플라자, 놀이 공원, 스타디움, 대학 캠퍼스, 펜타곤에서 볼 수 있다.
1983년 캘리포니아주 글렌데일에서 영업을 시작했으며, 1985년에 로스앤젤레스에 2호점을 오픈하였다. 1997년에 이 회사는 드라이브 스루(drive-through) 창이 있는 독립형 식당을 열었다. 판다 익스프레스는 38개 주와 푸에르토리코에 1,264개점이 있다. 대한민국에는 롯데백화점명동점, 서울 영등포구 IFC몰점, 잠실롯데월드점, 양천구 현대목동점, 이렇게 4개점이 있다. 일본에도 한때 2개점이 있었다가 사라진 적이 있었으며, 이후 가와사키시에 재진출하여 오픈하였다.
체인점은 오렌지 치킨, 베이징 비프, 만다리안 치킨, 쿵파오 치킨과 같은 다양한 음식을 제공한다. 콤보 음식은 볶음밥, 공깃밥, 차우멘, 볶음 채소와 함께 곁들여 나온다. 2010년 판다 익스프레스는 어떠한 음식에도 MSG(글루탐산 나트륨)를 첨가하지 않고 있다고 밝히고 있으나 글루탐산은 일부 요리 재료에 자연스레 들어가 있다고 한다.
판다 익스프레스 본사는 미국 캘리포니아주 로스앤젤레스군 로즈미드에 있다.

## 개요
약 2,000곳 이상의 지점이 있으며 이는 미국 내 최대의 중국 패스트푸드 식당 체인이다.
이 회사의 가장 높은 소득을 올려주는 곳은 하와이 호놀룰루에 위치한 알라 모아나 센터 지점이다.

## 역사
판다 인, 판다 익스프레스, 히바치산의 모회사인 판다 레스토랑 그룹은 앤드루 청, 페기 청 및 앤드루의 아버지인 마스터 셰프 밍차이청이 설립했다. 앤드루 청과 그의 아버지는 중국인이고, 페기는 버마에서 태어나 홍콩에서 자랐다. 앤드루와 페기 청은 둘 다 캔자스 주 볼드윈 시티에 있는 베이커 대학교(그들이 처음 만난 곳)의 졸업생이다.
앤드루는 1973년 미국에서 아버지와 함께 사업을 시작하여 캘리포니아 패서디나 (캘리포니아주)에 첫 번째 판다 인 레스토랑을 열었다. 처음에는 앤드루가 판다 인에서 식사할 수 있도록 특별 할인과 경품을 제공해야 할 정도로 사업이 부족했다. 1982년에 페기는 레스토랑 사업에 앤드루와 합류했다. 판다 인을 운영하는 동안 앤드루는 당시 UCLA 축구 감독인 테리 도나휴(Terry Donahue)와 우연히 부동산 사업에 종사하고 있던 테리의 형제 댄(Dan)을 알게 되었다. 1983년 글렌데일 갤러리아의 관리자인 도나휴 슈라이버 부동산(Donahue Schriber Real Estate)이 청 부부를 초대하여 갤러리아의 푸드 코트를 위한 패스트푸드 버전의 판다 인을 개발하도록 했고, 그 해 10월에 판다 익스프레스가 출시된 것은 이러한 연결 때문이었다. 2년 후인 1985년에 두 번째 매장이 웨스트사이드 파빌리온에 문을 열었다. 체인은 그 이후 미국 전역으로 꾸준히 확장되었다. 셰프 앤디 카오(Andy Kao)는 1987년 하와이의 판다 익스프레스에서 독창적인 미국식 중화요리인 오렌지 치킨 레시피를 개발했다고 주장한다.
처음에는 판다익스프레스 레스토랑이 주요 쇼핑몰 푸드코트에서만 찾아볼 수 있었다. 1980년대 후반과 1990년대 초반에 청 부부는 본스(Vons)와의 거래를 통해 슈퍼마켓 기반 지점과 독립형 레스토랑 지점을 실험하기 시작했다. 1997년에 회사는 캘리포니아 헤스페리아에 최초의 독립형 드라이브 스루 레스토랑을 열었다. 오늘날 레스토랑의 2% 미만이 쇼핑몰에 있다.
페기는 맥도넬 더글러스와 같은 방산업체의 소프트웨어 디자이너 및 엔지니어로 수년 동안 일했기 때문에 판다 익스프레스는 초기에 운영을 컴퓨터화했다. 페기는 또한 비즈니스에 시스템 분석 관점을 도입하고 개념을 확장하는 데 필요한 물류 및 표준화 문제를 해결했다.
2005년에 판다 익스프레스는 대학 캠퍼스의 푸드 코트에 매장을 열기 시작했으며 그 중 일부는 기숙사 학생 식사 계획에 참여하고 있다. 2008년에 청 가족은 로스앤젤레스 광역 지역에 기여한 공로로 LAX 해안 지역 상공회의소에서 수여하는 시티 오브 에인절스 어워드(City of Angels Award)를 수상했다. 2007년 현재 연간 400만 달러 이상의 수익을 창출하는 회사의 최고 수익 장소는 하와이 호놀룰루의 알라 모아나 센터 푸드 코트에 위치해 있다.
2011년 4월 18일 ABC 뉴스 TV 프로그램 나이트라인 (미국의 텔레비전 프로그램)에는 판다 익스프레스와 그 성공에 대한 특집 부분이 있었다. 이 부분에서는 앤드루 청이 근로자와 경영진에게 랜드마크 교육을 강조하는 자조 프로그램을 진행하도록 독려하는 방법을 설명했다.
2011년에는 고용평등위원회(Equal Employment Opportunity Commission)가 판다 익스프레스를 상대로 소송을 제기했다. 판다 익스프레스가 히스패닉계 직원을 아시아계 직원과 다르게 대우하고 있다는 이유였다. 2013년 6월, 레스토랑 체인은 하와이 카우아이섬에서 2007년부터 2009년 사이에 남성 주방 감독자 한 명에게 성희롱을 당한 것으로 추정되는 최소 3명의 십대 여성을 대신하여 또 다른 EEOC 소송을 해결하기 위해 150,000달러를 지불할 것이라고 발표했다. 벌금 외에도 판다 익스프레스는 정책을 개정하여 직원들에게 차별 금지 및 성희롱 교육을 제공해야 했다.
그해 말, 판다 익스프레스는 미국 영토인 괌에 지점을 개설하여 서태평양에 첫 번째 지점을 열었다. 알래스카 주에 첫 번째 지점이 이후 2015년 12월에 문을 열었다.
2017년 기준 판다 레스토랑 그룹은 연간 매출이 30억 달러가 넘고 직원 수는 39,000명에 가깝다. 청 부부는 또한 딸 앤드루 청과 함께 패서디나에 판다 이노베이션 키친(Panda Innovation Kitchen)을 열었으며 레스토랑 사업의 대부분을 내려다보고 있다. 판다 이노베이션 키친의 아이디어는 새로운 맛과 재료를 실험하여 새로운 메뉴 항목을 만드는 것이다. 이밖에도 티바를 오픈해 보바밀크티 등 대만 음료와 포춘쿠키 셰이크 등 새로운 음료를 선보이기도 했다.
2017년 12월, 판다 익스프레스는 뉴욕시 컬럼비아 대학 근처에 체인의 2,000번째 지점을 오픈했다.
2022년 2월, 판다 레스토랑 그룹은 "다운로드 가능한 가상 상품, 즉 가상 세계에서 사용하기 위한 식품 및 음료"와 "가상 식품 및 음료 제품"에 대한 PANDAVERSE라는 이름의 미국 상표 출원을 제출했다. 이 서류는 판다 익스프레스 브랜드를 메타버스(Metaverse)로 확장하려는 의도를 나타냈다.

## 같이 보기
- 피에프창